# أولاد حمامة (بني تادجيت)
أولاد حمامة هي إحدى مشيخات المملكة المغربية، تتبع جغرافيا لإقليم فكيك وإداريًا لبني تادجيت. يقدر عدد سكانها بـ 4522 نسمة حسب الإحصاء الرسمي للسكان والسكنى لسنة 2004.